# Johann Friedrich von Seilern

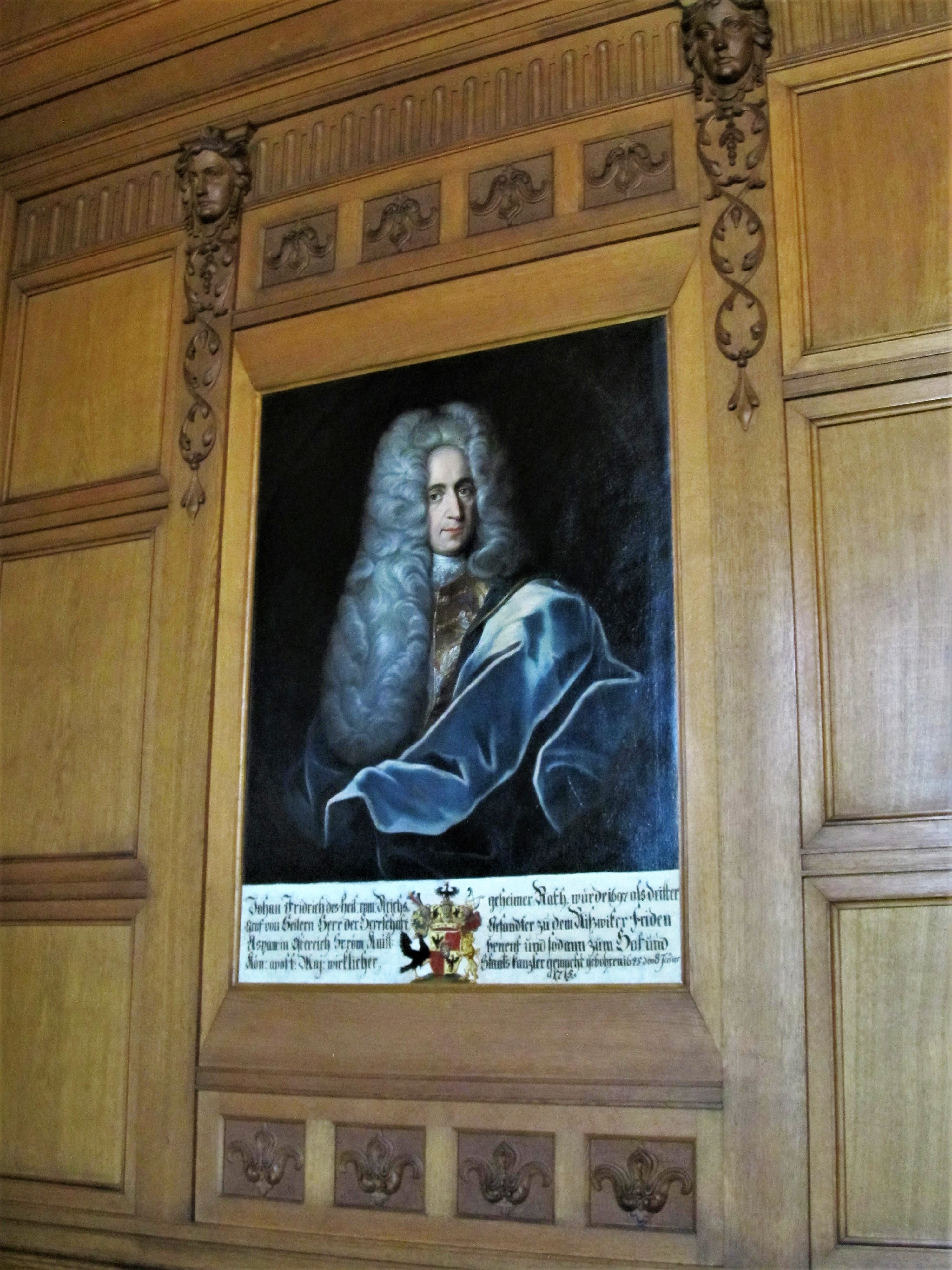
Porträt des Johann Friedrich Seilern im Schloss Lešná

Johann Friedrich Adam Graf von Seilern und Aspang (* 1646 in Ladenburg; † 8. Januar 1715 in Wien) war österreichischer Hofkanzler und Reichsgraf. Er gilt als Verfasser der Pragmatischen Sanktion.

## Leben
Johann Friedrich Seiler kam 1646 in Ladenburg am Neckar als Sohn des Färbermeisters Johann Jacob Seiler (1600–1667) zur Welt. Der Vater war um 1600 in Speyer geboren, lebte nachweislich zwischen 1636 und  1648 in Ladenburg und verstarb um 1666 in Heidelberg.
Die Herkunft des Reichsgrafen aus dem Handwerkerstand wurde später verschleiert: Nach Constantin von Wurzbach sollen die Seilern, laut alten Wappenbüchern, zur schwäbischen Ritterschaft des 14. Jahrhunderts, mit Sitzen in Pforzheim, St. Gallen, in der Oberpfalz und in Nürnberg gehört haben. Im Bibliographischen Lexikon des Kaisertums Österreich wird die tatsächliche Herkunft unter Hinweis auf „nur sehr lückenhafte und unzulängliche Nachrichten“ nicht genannt.
Dafür ist dort der weitere Lebensweg genau beschrieben:

„Johann Friedrich kam in seiner Jugend an den Hof Karl Ludwig’s, Kurfürsten der Pfalz, und trat daselbst, bisher das Lutherthum bekennend, zur Reformirtenkirche über. Bei seiner Tüchtigkeit wurde er bald geheimer Staatssecretär und Regierungsrath. Eine Mißhelligkeit mit seinem Fürsten veranlaßte ihn, um seine Entlassung zu bitten, worüber aber der Kurfürst in solche Entrüstung gerieth, daß er ihn verhaften und in einem Zimmer im Schlosse zu Heidelberg streng bewachen ließ. Nach halbjähriger Haft gab er ihn wieder frei und ließ ihm sagen: „er möge nun gehen, wohin er wolle“. Johann Friedrich ließ sich diesen Bescheid nicht umsonst gegeben sein, und begab sich sofort nach Wien, wo er bald, nachdem er nun die reformirte Religion gegen die römisch-katholische eingetauscht, in Gnaden aufgenommen und angestellt wurde. Vom kaiserlichen Rathe rückte er bald zum wirklichen geheimen, dann zum Conferenzrathe und endlich zum Obersten Hofkanzler vor. In dieser Stellung wußte er sich das volle Vertrauen des Kaisers Leopold I. zu erwerben, der ihn auch mit den Anordnungen seines letzten Willens, welchen er niederzuschreiben beauftragt war, bekannt machte. Gleicher Gunst erfreute er sich bei Leopold’s I. Nachfolgern Joseph I. und Karl VI., welch’ Letzterer ihn auch zugleich mit seinem Neffen und Adoptivsohne Johann Friedrich (II.) am 4. November 1713 in den Reichsgrafenstand erhob. Ueber seinen Uebertritt zum Katholicismus erzählt man sich, daß der Genuß des h. Kelches denselben veranlaßt habe. Johann Friedrich konnte nämlich keinen Wein, ja selbst nicht den Geruch desselben vertragen; und da bei den Reformirten der Genuß des Kelches üblich, sei er einmal in die Lage gekommen, das genossene Abendmahl von sich geben zu müssen, worauf denn, um unliebsamen Wiederholungen zuvorzukommen, der Ausweg des Glaubenswechsels aushelfen mußte, da bei den Katholiken das h. Abendmahl [22] nur in Verabreichung der Hostie besteht. Graf Johann Friedrich (I.) starb eines plötzlichen Todes im Alter von 70 Jahren. Er war unvermält geblieben und hatte seinen Neffen Johann Friedrich (II.) Sohn seines Bruders Christian Ritter von Seilern, adoptirt und mit seiner eigenen Erhebung in den Grafenstand die Uebertragung desselben auf ihn erlangt. Johann Friedrich (I.) ist bei den Kapuzinern in Wien begraben, wo sein Epitaph lautet: Cum illis, in illis et sub illis.“

Tatsächlich war der adoptierte Neffe aber ein Sohn seiner Halbschwester, Johann Friedrich Kichelier (oder de Keuckelier) (1676–1751). Dessen Urgroßvater war der aus Brügge stammende Arnold de Keukelier (um 1550–1615), der als Hoftapezierer nach Heidelberg gekommen war.
Am 28. Oktober 1684 erhielt Johann Friedrich Seiler als von Seilern den Ritter-, 1693 den Freiherrn- und am 4. November 1713 den Reichsgrafenstand. Er begründete damit das bis heute bestehende Adelsgeschlecht Seilern.
Sowohl in Heidelberg als auch in Wien hatte sein Wirken weitreichende Auswirkungen:
Unter seiner Mitwirkung noch in Heidelberg kam es 1671 zur unglücklichen Verbindung zwischen Kurfürst Karl Ludwigs Tochter Liselotte von der Pfalz mit Herzog Philipp I. von Orléans. Diese Ehe nahm Philipps Bruder Ludwig XIV. 1688 zum Anlass für den Beginn des Pfälzischen Erbfolgekrieges. 
1697 wirkte Seilern als dritter kaiserlicher Gesandter am Frieden von Rijswijk mit, der den Pfälzischen Erbfolgekrieg beendete, und wurde anschließend Hof- und Staatskanzler. 

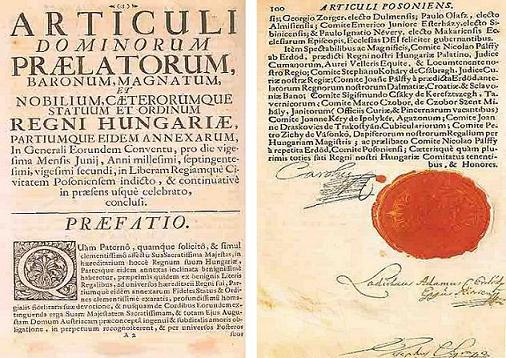
Urkunde der Pragmatischen Sanktion von Kaiser Karl VI. (1713)

Am 19. April 1713 verlas der Freiherr von Seilern vor den versammelten geheimen Räten in Wien die Pragmatische Sanktion, die er vermutlich auch selbst im Auftrag von Kaiser Karl verfasst hatte und die dessen einziger Tochter Maria Theresia die Thronfolge in den habsburgischen Ländern ermöglichen sollte. Einige Monate später wurde er Graf. 
1711 hatte er das Schloss in Aspang-Markt erworben und wurde daher 1713 als von Seilern und Aspang gegraft. Schon ein Jahr nach seinem Tod, 1716, verkaufte es der Neffe und Erbe Johann Friedrich (II.) aber an die ursprüngliche Besitzerfamilie, Grafen von Pergen, zurück. 1724 erwarb er stattdessen die Herrschaften Freistadtl und Luckow-Kralitz in Mähren, aus denen er 1751 einen Primogenitur-Fideikommiss errichtete, der bis 1945 im Besitz der Familie Seilern-Aspang verblieb. Der Sohn Johann Friedrichs (II.), Christian August von Seilern, wurde wiederum Diplomat und Staatsmann.